# Eugène Livois
Eugène Livois, né le 25 février 1815 à Boulogne-sur-Mer (Pas-de-Calais) et mort le 14 août 1885 à Boulogne-sur-Mer, est un homme politique français.

## Biographie
Médecin en 1850, il est maire de Boulogne-sur-Mer et député du Pas-de-Calais de 1877 à 1881, siégeant au groupe bonapartiste de l'Appel au peuple. Il est enterré au cimetière de l'Est (Boulogne-sur-Mer).

## Sources
- « Eugène Livois », dans Adolphe Robert et Gaston Cougny, Dictionnaire des parlementaires français, Edgar Bourloton, 1889-1891 [détail de l’édition]